# Dysart (Szkocja)
Dysart (gael. An Dìseart) – miasto we wschodniej Szkocji, w hrabstwie Fife, położone na północnym brzegu zatoki Firth of Forth (Morze Północne), współcześnie stanowiące północno-wschodnie przedmieście Kirkcaldy. W 2011 roku liczyło około 1900 mieszkańców.
Dysart prawa miejskie otrzymało w 1536 roku. W przeszłości miejscowość była ośrodkiem wydobycia węgla, produkcji soli, rybołówstwa, szkutnictwa, w XVIII wieku – przemysłu włókienniczego i produkcji gwoździ. Funkcjonował tu port morski, obsługujący wymianę handlową z Holandią. Współcześnie miejscowość jest ośrodkiem przemysłu spożywczego. W 1930 roku Dysart zostało wcielone dla celów administracyjnych do miasta Kirkcaldy.
Z Dysart pochodził XIX-wieczny podróżnik, badacz Australii, John McDouall Stuart.